# Skaterhockey
Skaterhockey er en holdsport, hvor der spilles med en bold og hver spiller er forsynet med en hockeystav og inline-rulleskøjter .

## Holdsammensætning og spilletid
Et hold består af en målvogter og fire markspillere.
I en kamp kan der udskiftes ubegrænset mellem maksimalt 16 spillere og 2 målvogtere. 
Spilletiden er normalt 3 x 15 minutters effektiv spilletid, med pauser hvert 15ende minut.
Skaterhockey er organiseret internationalt af International Inline-Skaterhockey Federation (IISHF), som siden 1997 har stået som arrangør af Europamesterskabet i skaterhockey.

## Danske klubber
- Aalborg Aces
- Copenhagen City Hustleres
- Copenhagen Vikings
- El Diablo
- Esbjerg Devils
- Frederiksberg Falcons
- Gilleleje Lightnings
- Holbæk Underdogs
- Hvidovre Hotshotz
- Kolding Knights
- Køge Fireballs
- Northcoast
- Rødovre Pitbulls
- Slangerup Skaterhockey Klub
- Taastrup Skater Hockey Klub
- Vesterbro Starz
- Århus Smileys